# Oona O'Neill
Pour les articles homonymes, voir O'Neill.
Oona O'Neill, née le 14 mai 1925 à Warwick (Bermudes) et morte le 27 septembre 1991 à Corsier-sur-Vevey (canton de Vaud, Suisse), est une actrice britannique d’origine américaine.

## Biographie
Elle est la fille de l'auteur dramatique et prix Nobel de littérature américain Eugene O'Neill et de l'écrivaine Agnes Boulton (en). Ses parents divorcent quand elle a 2 ans, et son père quitte le foyer familial un an après. 
Elle réalise ses études à l'institut Brearley (en), à New York.
En 1943, elle part à Hollywood avec deux amies de Brearley, Carol Grace et Gloria Vanderbilt, souhaitant poursuivre sa carrière en tant qu'actrice. Pendant son séjour, elle est remarquée par le réalisateur Orson Welles et maintient une correspondance avec l'auteur américain J. D. Salinger,.

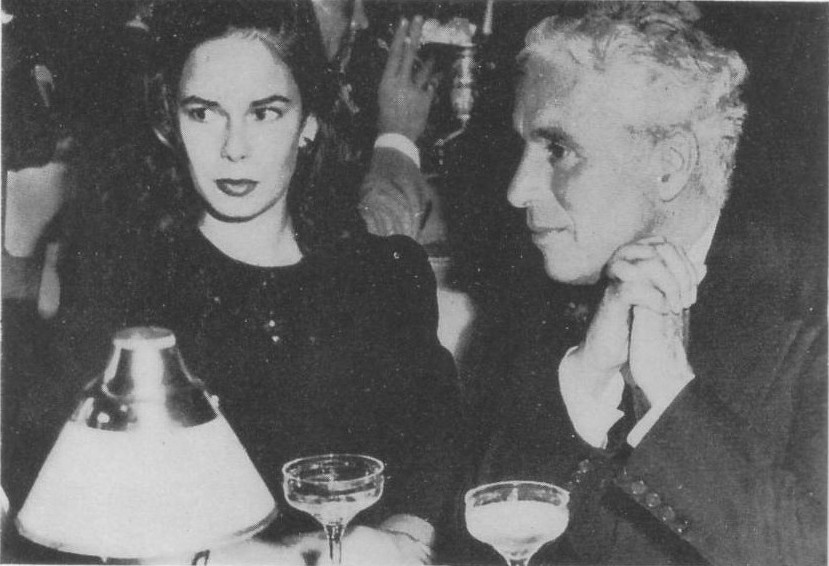
Oona O'Neill et Charlie Chaplin en 1944.

Aussi à Hollywood, elle fait la connaissance de Charlie Chaplin lorsqu'elle postule pour un rôle dans son film Shadow and Substance. Elle épouse l'acteur le 16 juin 1943, alors qu’elle a 18 ans et lui 54. Contrarié par l'engagement, son père la déshérite par la suite,.
Elle a eu huit enfants avec Chaplin :
- Geraldine Chaplin (1944) ;
- Michael Chaplin (1946) ;
- Josephine Chaplin (1949-2023) ;
- Victoria Chaplin (1951) ;
- Eugène Chaplin (1953) ;
- Jane Chaplin (1957) ;
- Annette Chaplin (1959) ;
- Christopher Chaplin (1962).

En 1952, la famille Chaplin quitte les États-Unis lorsque le visa de l'acteur est révoqué du fait de ses affiliations avec des mouvements de gauche. Deux ans après, elle devient citoyenne britannique et renonce à la nationalité américaine. Oona O'Neill Chaplin passe le reste de sa vie à Corsier-sur-Vevey, en Suisse, même après la mort de l'acteur, en 1977. Le 27 septembre 1991, elle meurt des suites d'un cancer du pancréas à 66 ans,,.
En 1995, l'écrivaine et belle-fille d'Oona Chaplin, Patrice Chaplin (première épouse de Michael Chaplin), rédige ses mémoires dans Hidden Star: Oona O'Neill Chaplin : A Memoir, centrées sur sa vie après la mort de Charlie Chaplin.
En 2010, la première biographie qui lui est consacrée — Oona Chaplin par Bertrand Meyer-Stabley — sort aux éditions Pygmalion. En 2014, Frédéric Beigbeder s'inspire de son histoire d'amour d'adolescente avec Salinger dans Oona et Salinger aux éditions Grasset.